# Joaquín Lavega
Joaquín Lavega Colzada (Montevideo, Uruguay; 3 de febrero de 2005) es un futbolista uruguayo. Juega de extremo y su equipo actual es el Fluminense Football Club de la Serie A de Brasil.

## Trayectoria
Formado en las inferiores del River Plate de Montevideo, Lavega debutó con el primer equipo el 30 de mayo de 2021 en el empate sin goles contra el Deportivo Maldonado.
En septiembre de 2022, fue incluido en la lista de promesas del fútbol mundial del periódico británico The Guardian.

#### Fluminense
El 30 de diciembre de 2024, Fluminense anunció el fichaje de Joaquín por un periodo de 5 temporadas.

## Selección nacional
Lavega formó parte del plantel de la selección sub-15 de Uruguay que disputó el Campeonato Sudamericano de Fútbol Sub-15 de 2019.
En agosto de 2021 fue citado para disputar el Torneo Internacional de Fútbol Sub-20 de la Alcudia con la selección sub-20 de Uruguay.

## Estadísticas

### Clubes
Actualizado hasta su último partido disputado el 9 de mayo de 2025.
| Club                        | Div.          | Temporada     | Liga  | Liga  | Liga   | Estatales | Estatales | Estatales | Copas nacionales | Copas nacionales | Copas nacionales | Torneos internacionales | Torneos internacionales | Torneos internacionales | Total | Total | Total  |
| Club                        | Div.          | Temporada     | Part. | Goles | Asist. | Part.     | Goles     | Asist.    | Part.            | Goles            | Asist.           | Part.                   | Goles                   | Asist.                  | Part. | Goles | Asist. |
| --------------------------- | ------------- | ------------- | ----- | ----- | ------ | --------- | --------- | --------- | ---------------- | ---------------- | ---------------- | ----------------------- | ----------------------- | ----------------------- | ----- | ----- | ------ |
| C. A. River Plate · Uruguay | 1.ª           | 2021          | 4     | 0     | 0      | —         | —         | —         | —                | —                | —                | —                       | —                       | —                       | 4     | 0     | 0      |
| C. A. River Plate · Uruguay | 1.ª           | 2022          | 21    | 1     | 3      | —         | —         | —         | 2                | 0                | 0                | 2                       | 1                       | 0                       | 25    | 2     | 3      |
| C. A. River Plate · Uruguay | 1.ª           | 2023          | 29    | 1     | 4      | —         | —         | —         | 2                | 1                | 0                | 1                       | 0                       | 0                       | 32    | 2     | 4      |
| C. A. River Plate · Uruguay | 1.ª           | 2024          | 35    | 11    | 5      | —         | —         | —         | —                | —                | —                | —                       | —                       | —                       | 35    | 11    | 5      |
| C. A. River Plate · Uruguay | Total club    | Total club    | 89    | 13    | 12     | 0         | 0         | 0         | 4                | 1                | 0                | 3                       | 1                       | 0                       | 96    | 15    | 12     |
| Fluminense F. C. · Brasil   | 1.ª           | 2025          | 1     | 0     | 0      | —         | —         | —         | —                | —                | —                | 3                       | 0                       | 0                       | 4     | 0     | 0      |
| Fluminense F. C. · Brasil   | Total club    | Total club    | 1     | 0     | 0      | 0         | 0         | 0         | 0                | 0                | 0                | 3                       | 0                       | 0                       | 4     | 0     | 0      |
| Total carrera               | Total carrera | Total carrera | 90    | 13    | 12     | 0         | 0         | 0         | 4                | 1                | 0                | 6                       | 1                       | 0                       | 100   | 15    | 12     |
| 1. 2. 3. 4.                 |               |               |       |       |        |           |           |           |                  |                  |                  |                         |                         |                         |       |       |        |